# Няугуярви
Няугуярви — пресноводное озеро на территории Ледмозерского сельского поселения Муезерского района Республики Карелии.

## Общие сведения
Площадь озера — 1,6 км², площадь водосборного бассейна — 595 км². Располагается на высоте 127,0 метров над уровнем моря.
Форма озера лопастная, продолговатая: оно вытянуто с северо-востока на юго-запад. Берега изрезанные, каменисто-песчаные, местами заболоченные.
Через озеро протекает река Няугу, впадающая в реку Чирко-Кемь.
Код объекта в государственном водном реестре — 02020000911102000005414.